# Jean Josef Horemans el Viejo

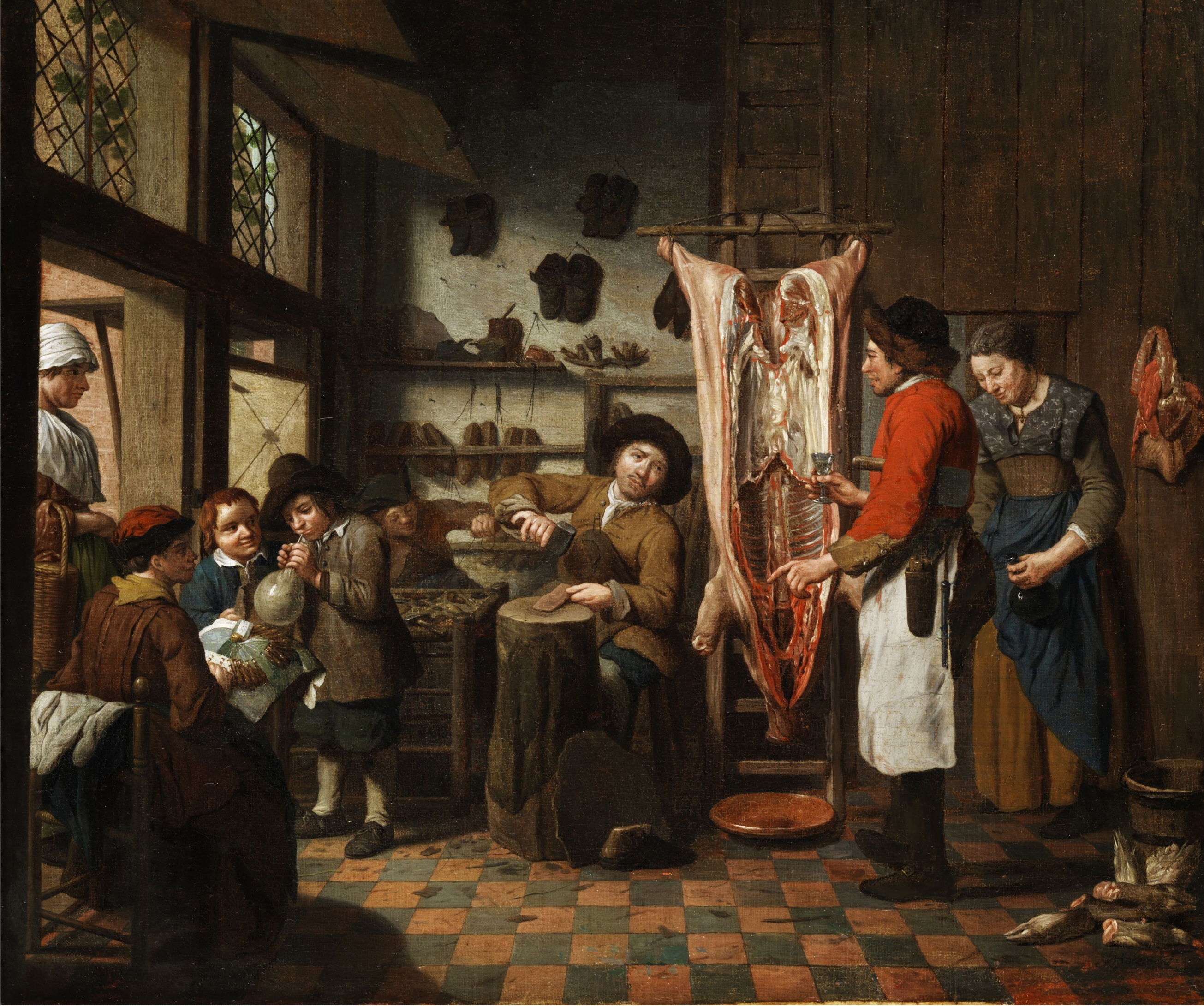
Taller con zapatero y carnicero por Jean Joseph Horemans el viejo.

Jan Josef Horemans el Viejo (Amberes, 16 de noviembre de 1682 - Amberes, 7 de agosto de 1752) fue un pintor flamenco, discípulo del escultor Michiel van der Voort y del pintor Jan van Pee. 
Ingresó en el gremio de pintores de Amberes en 1706 y se especializó en pequeñas obras que representan escenas de la vida cotidiana, siendo en este aspecto no un innovador, sino el continuador de una tradición ya existente en su país; también realizó algunos retratos. Se le conoce asimismo como Jan Josef Horemans I para diferenciarlo de su hijo y discípulo Jan Josef Horemans II o el Joven (1714 - 1790) que practicó el mismo tipo de pintura que su padre, frecuentemente se han confundido las obras de ambos artistas.
El Museo del Prado conserva un pequeño cuadro de Horemans de carácter costumbrista, El maestro de escuela, y en colección particular madrileña un característico gabinete de pinturas, El estudio del pintor.